# Гордон, Дин (регбист)
Дин Гордон (англ. Dean Gordon; род. 21 января 1993 года, Кемптон-Парк) — южноафриканский регбист, игрок веера клуба «Стрела-Ак Барс».

## Биография
Дин воспитанник «Valke Falcons Academy», где занимался с 2006 по 2012 годы. После поступил в Йоханнесбургский университет и в течение трех лет изучал управление транспортом. Там он играл за «Raiders» из Йоханнесбурга. Именно там Гордон продемонстрировал свои навыки, положив двадцать попыток в «Pirates Grand Challenge», и был замечен скаутами «Лайонз». Затем играл сезон (2014-2015) за «Лимпопо». В 2016 году подписывает первый профессиональный контракт с «Лайонз». В главной команде закрепиться не смог. После завершения Кубка Карри он отправился играть на турнире «Nationals Sevens Tournament», в составе семёрочной команды «львов», где занял второе место. За игровой практикой Дин отправляется в «Леопардс», где в итоге остался на три сезона. 

### Карьера в России
В 2019 году перешёл в российский «Енисей-СТМ». Дебютировал в матче против «Славы», вышел во втором тайме, занёс две попытки и был признан лучшим игроком матча. В итоге в сезоне 2019 года стал чемпионом. Также дебютировал в Кубке вызова. Сыграл в матчах против «Кастра», но в следующем сезоне не смог убедить тренерский штаб в своей необходимости. Находился вне заявки, однако из Красноярска не уезжал, найдя в России свою вторую половинку. В августе 2020 года в связи с травмой Суниа Лату игрока пригласил «Красный Яр». За новый клуб дебютировал в Кубке России в матче против «Богатырей».
В сезоне 2021/2022 перешел в новокузнецкий «Металлург».

## Достижения
- Чемпион России: 2019 (в составе Енисей-СТМ)